# Lede
Lede là một đô thị ở tỉnh Oost-Vlaanderen. Đô thị này bao gồm các thị xã Impe, Lede, Oordegem, Smetlede, Wanzele và Papegem. Tại thời điểm ngày 1 tháng 1 năm 2006 Lede có tổng dân số 17.068 người. Tổng diện tích là 29,69 km² với mật độ dân số là 575 người trên mỗi km².